# Linia kolejowa Saint-Georges-d’Aurac – Saint-Étienne
Linia kolejowa Saint-Georges-d’Aurac – Saint-Étienne – linia kolejowa we Francji o długości 138 km, łącząca Saint-Georges-d’Aurac z Saint-Étienne przez Le Puy-en-Velay i Firminy.
Linia została wybudowana w latach 1859 - 1874. W większości jest linią jednotorową i niezelektryfikowaną, jedynie na odcinku między Firminy i Saint-Étienne linia jest zelektryfikowana i dwutorowa.